# Parque nacional Río Abercrombie
Río Abercrombie es un parque nacional en Nueva Gales del Sur, Australia, ubicado a 138 km al oeste de Sídney.
El parque es un área de preservación del más grande espacio de bosque abierto bajo todavía intacto en la zona de las Montañas Azules. Las Casuarinas (también llamadas pinos australianos) crecen cerca de lagunas en las tres principales vías de agua del parque. Es posible acampar en el parque y practicar la pesca, trote, nado y navegar en canoas.
El río Abercrombie, el río Retiro y el arroyo silencioso son hábitats importantes para los platypuses y las ratas de agua del este. Se pueden observar también en el bosque de eucaliptos wallaroos, wallabies de cuello rojo, wallabies de pantano y canguros grises del este.

Véase también:
Zonas protegidas de Nueva Gales del Sur
- Datos: Q319327